# موتور پمپ ناصر ۳
موتور پمپ ناصر ۳ یک منطقهٔ مسکونی در ایران است که در دهستان ارزوئیه واقع شده‌است. موتور پمپ ناصر ۳ ۸۷ نفر جمعیت دارد.